# Démétrè de Klarjéthie
Démétrè de Klarjéthie, ou Démétrè d'Artanoudji, est un prétendant au trône de Géorgie et un roi auto-proclamé de Klarjéthie du XIe siècle.
Démétrè Bagration est le fils unique de Gourgen de Klarjéthie, qui s'est révolté vers 1010 contre le roi de Géorgie Bagrat III et qui a pris le titre de « roi de Klarjéthie ». Exécuté en 1012, Gourgen réussit toutefois à envoyer son fils Démétrè à Constantinople où il reçoit une éducation grecque. 
De retour dans son pays à la mort de Bagrat III, soit en 1014, il réussit à se faire une place dans la haute société du royaume et devient le chef du parti pro-byzantin de Géorgie. En 1027, le roi Georges Ier meurt et son jeune fils Bagrat IV lui succède. Démètré profite de ses mauvaises relations avec Byzance pour mener une révolte, aidé de son ancienne patrie de refuge. Toutefois, Bagrat IV réussit à le vaincre et l'emprisonne. La Chronique géorgienne précise qu'il périt durant sa captivité.